# عماد الدين الكاتب
عماد الدين أبو حامد محمد بن محمد الأصفهاني المعروف أيضًا عماد الدين الكاتب أو أبو عماد الدين الأصفهاني أو العماد الأصفهاني (519 – 13 رمضان 597هـ / 1125 – 20 يونيو 1201م) مؤرخ وأديب وشاعر عاصر الدولة النورية والأيوبية ودون أحداثهما توفي في دمشق عام 1201م.

## حياته
ولد محمد بن محمد صفي الدين ابن نفيس الدين حامد بن أَلُه، أبو عبد الله، عماد الدين الكاتب الأصبهاني في أصفهان عام 1125. انتقل منها إلى بغداد وتلقى تعليمه في المدرسة النظامية وتدرج في الوظائف، فشغل نظر البصرة وبعدها نظر واسط إلى ان أصبح نائب الوزير ابن هبيرة.
أنتقل إلى دمشق عام 1166م 562هـ بعد وفاة الوزير ابن هبيرة، وقدّمه قاضي دمشق كمال الدين الشهرزوي إلى نور الدين زنكي ملك دمشق حيث عيّنه معلماً في المدرسة النورية التي عرفت فيما بعد بالمدرسة العمادية، ثم ولّاه بعدها الإشراف في ديوان الإنشاء .
بعد وفاة نور الدين عام 1173، عُزل عماد الدين من جميع وظائفه وطُرد من البلاط، فانتقل للعيش في الموصل. وبعد أن بلغه أن صلاح الدين الأيوبي عاد من حروبه إلى دمشق، اتصل بالقاضي الفاضل الذي توسط في أمره وعُيِّن في ديوان الإنشاء نائباً للقاضي الفاضل. وقد عاش حياته في دمشق ورافق صلاح الدين الأيوبي في حياته ومعاركه. أقام في منزله بعد وفاة صلاح الدين عام 1193 وأقبل على التصنيف حتى وفاته عام 1201.

## مؤلفاته
- البرق الشامي
- خريدة القصر وجريدة اهل العصر
- خطفة البارق وعطفة الشارق
- ديوان الرسائل
- ديوان شعر
- الفتح القسي في الفتح القدسي (كتاب تأريخي)[7]
- نحلة الرحلة
- العتبى والعقبى